# DR-Baureihe 81
Die Lokomotiven der Baureihe 81 waren Tenderlokomotiven der Deutschen Reichsbahn für den Rangierdienst. Die zehn Maschinen wurden im Rahmen des Einheitsdampflokomotive-Programmes im Jahr 1928 beschafft. Eine Lokomotive ist erhalten.

## Geschichte
Mit der Vereinigung der deutschen Länderbahnen zur Deutschen Reichsbahn verfügte die Bahngesellschaft über viele verschiedene Typen von Rangierlokomotiven. Vielfach wurden auch überalterte Streckenlokomotiven im Rangierbetrieb eingesetzt. Durch diese großen Typenvielfalt und das Fahrzeugalter war ein wirtschaftlicher Rangierbetrieb nicht möglich. Deshalb war im Rahmen der Aufstellung des Programmes zum Bau von Einheitsdampflokomotiven bereits von Anfang an der Bau von Rangierlokomotiven vorgesehen. Die dreifachgekuppelten Lokomotiven erhielten die Baureihennummer 80 und die vierfachgekuppelten Lokomotiven die Baureihennummer 81.
Da die Baureihe 80 der Ausgangstyp für die Einheitslokomotiven mit einer Radsatzfahrmasse von 17,5 Tonnen war, lehnte sich die Konstruktion der Baureihe 81 eng an diesen Typ an. Wie bei der Baureihe 80 wurde bei der Konstruktion Wert darauf gelegt, den Kessel so leistungsfähig wie möglich zu gestalten. Dadurch war es notwendig, an anderen Stellen Gewicht einzusparen. Deshalb wurden die Kuppelräder mit einem Durchmesser von 1,10 m statt 1,25 m ausgelegt. Masseeinsparungen konnten bei den Zylindern, den Achsen und am Triebwerk erzielt werden. Durch die Gewichtseinsparungen konnten die Vorräte an Wasser und Kohle vergrößert werden.
Der Kessel war einen Meter länger als bei der Baureihe 80. Um die Wirtschaftlichkeit zu erhöhen, erhielten die Lokomotiven einen Überhitzer, um Heißdampf nutzen zu können. Auf den Einbau eines Abdampf-Speisewasservorwärmers wurde jedoch verzichtet. Durch die Typisierung des Einheitslokomotivprogramms waren viele Triebwerks- und Fahrwerksteile untereinander austauschbar.
Die Lokomotive konnte in der Ebene einen 1100 Tonnen schweren Zug mit 45 km/h ziehen. Bei einer Steigung von 10 ‰ und einer Last von 425 Tonnen sowie bei 25 ‰ und 160 Tonnen betrug die Geschwindigkeit 25 km/h. Bei einer Geschwindigkeit von 40 km/h betrug die Dauerhöchstleistung 1000 PSi. Als vorteilhaft erwiesen sich die großen Vorräte. So konnte die Lokomotive bei mittlerer Belastung drei Stunden in Betrieb sein, ohne die Vorräte zu ergänzen.
Eine erste Serie von zehn Exemplaren wurde 1928 von Hanomag mit den Fabriknummern 10555 bis 10564 ausgeliefert. Da noch genügend Lokomotiven der preußischen Gattung T 13 sowie weitere vierfach gekuppelte leistungsstarke Tenderlokomotiven im süddeutschen Raum im Einsatz waren, verzichtete die Reichsbahn vorerst auf die Beschaffung weiterer Fahrzeuge.
Im vorgelegten Beschaffungsprogramm 1939 der Reichsbahn waren weitere 60 Stück vorgesehen und in Auftrag gegeben. Auf Grund des Beginns des Zweiten Weltkrieges unterblieb jedoch die Beschaffung weiterer Fahrzeuge. Bereits gefertigte Teile wurden als Ersatzteile verwendet. Nach der Abnahme wurden die zehn Maschinen den Bahnbetriebswerken Goslar (81 001–005) und Oldenburg (81 006–010) zugewiesen.
Am 15. Mai 1935 war die Hälfte der Maschinen doch im Süden, in Bayern nämlich, stationiert: 81 001 und 002 beim Bw Regensburg und 81 003–005 beim Bw Hof.
Alle zehn Lokomotiven gelangten nach dem Ende des Krieges zur Deutschen Bundesbahn. Die vor allem im Nordwesten der Republik (Oldenburg, Paderborn) eingesetzten Lokomotiven wurden bis 1963 ausgemustert.
81 005 war nach ihrer offiziellen Ausmusterung noch einige Zeit als Werkslok im AW Nied im Einsatz. Die Lokomotive 81 004 wurden 1971 von der Deutschen Gesellschaft für Eisenbahngeschichte erworben. Auf Initiative der Eisenbahnfreunde Aurich e. V. war sie von 1982 bis 1996 als Denkmal in Marienhafe vor einem Baumarkt aufgestellt. Das Denkmal musste jedoch schließlich einer Erweiterung des Baumarktes weichen. Die Lokomotive wurde deshalb an den Hessencourrier verkauft. 2015 war die Lokomotive im Bahnhof Naumburg (Bz Kassel) abgestellt.

## Konstruktive Merkmale
Die Lokomotiven hatten einen Barrenrahmen mit 70 mm dicken Rahmenwangen. Die lichte Weite betrug 930 mm. An den beiden Enden der Lokomotive war der Rahmen bis auf die Höhe der Pufferbohle hochgezogen.
Die Lokomotiven verfügten über einen genieteten einschüssigen Langkessel mit einem Durchmesser von 1,5 Meter sowie einem Schmidt-Rauchrohrüberhitzer. Auf dem Kessel saßen zwei Dome sowie jeweils dahinter ein runder Sandkasten. Der vordere Dom war als Speisedom ausgelegt und verfügte über einen Winkelrost-Schlammabscheider. Die Kesselspeisung erfolgte durch zwei Dampfstrahlpumpen. Der hintere Dom besaß als Dampfdom einen Schmidt-Wagner-Nassdampfventilregler. Die beiden Ackermann-Sicherheitsventile, die Dampfpfeife und das Luftpumpen-Einlassventil befanden sich am Dampfdom. Die Feuerbüchse war aus Kupfer. Der Rost hatte drei Felder, das hintere Feld war ein Kipprost.
Das außenliegende waagerecht angeordnete Zweizylinder-Heißdampftriebwerk arbeitete auf den dritten Radsatz. Die außenliegende Heusingersteuerung mit Kuhnscher Schleife verfügte über eine Inneneinströmung sowie Regelkolbenschieber mit Eckventil-Druckausgleichern.
Das Fahrwerk war an drei Punkten abgestützt. Die Federung erfolgte durch unter den Achslagern liegenden Blattfederpakete. Die Federpakete der ersten beiden Radsätze waren durch Ausgleichshebel verbunden. Die Federpakete des vierten Radsatzes waren durch einen Querausgleichshebel verbunden. Die Radsätze waren fest im Rahmen gelagert. Bei den beiden inneren Radsätzen waren die Spurkränze um 15 mm geschwächt.
Die Maschinen verfügten über eine Einkammer-Knorr-Druckluftbremse und eine Wurfhebelbremse. Alle Radsätze wurden von vorn abgebremst. Die Nielebock-Knorr-Doppelverbundluftpumpe befand sich rechts neben der Rauchkammer und die beiden 400-Liter-Luftbehälter waren quer auf dem Rahmen vor und hinter dem ersten Radsatz angeordnet.
Die druckluftbetriebene Sandstreueinrichtung der Bauart Borsig-Reichsbahn sandete alle Radsätze bei Vor- und Rückwärtsfahrt.
Die Schmierung aller unter Dampf stehenden Teile erfolgte durch eine Bosch-Reichsbahn-Hochdruckschmierpumpe. Weiterhin besaß die Lokomotive einen Dampfturbogenerator für die elektrische Beleuchtung und eine Dampfheizungseinrichtung.
Das Wasser war in zwei rechts und links des Langkessels angeordneten Wasserkästen untergebracht. Die Kästen reichten bis zur Rauchkammer. Ein weiterer Wasserbehälter befand sich unter dem Kohlekasten am hinteren Ende des Führerhauses. Der Kohlekasten war rechts und links eingezogen, um die Sicht auf die Strecke zu verbessern.